# Pseudalcis cinerascens
Pseudalcis cinerascens là một loài bướm đêm trong họ Geometridae.